# Coupe de l’Outre-Mer
Die Coupe de l’Outre-Mer („Überseepokal“) war ein Fußballturnier, an dem alle Auswahlmannschaften der folgenden französischen Überseegebiete teilnahmeberechtigt waren: Guadeloupe, Französisch-Guayana, Martinique, Saint-Martin, Saint Pierre und Miquelon, Réunion, Tahiti (Französisch-Polynesien), Neukaledonien, Mayotte sowie Wallis und Futuna. Theoretisch hätten auch die Mannschaft von der Antilleninsel Saint-Barthélemy teilnehmen können, einer wie Saint-Martin seit 2007 von Guadeloupe eigenständigen Gebietskörperschaft.
Formal handelt es sich dabei im französischen Selbstverständnis nur um Regionalauswahlen, weil die teilnahmeberechtigten Verbände Untergliederungen des nationalen französischen Fußballverbandes, der Fédération Française de Football (FFF), sind. Allerdings sind die Verbände von Tahiti und Neukaledonien zugleich ordentliche FIFA-Mitglieder; fünf weitere sind assoziiertes Mitglied eines Kontinentalverbands: La Réunion beim afrikanischen sowie Guadeloupe, Französisch-Guayana, Martinique und Saint-Martin beim nord- und mittelamerikanischen Verband.
Als Ausrichter des Turniers fungierte die FFF. Der Wettbewerb fand seit 2008 im Zwei-Jahres-Rhythmus statt und wurde jeweils im Spätsommer/Frühherbst an verschiedenen Orten in der Île-de-France ausgetragen. 2014 hat der Verband die Austragung des Wettbewerbs aufgrund der „bezüglich seiner Außenwirkung enttäuschenden Ergebnisse“ beendet.

## Austragungsmodus
Die Teilnehmer werden zwei Gruppen zugelost und spielen darin je eine Partie gegen die anderen Gruppenmitglieder. Für einen Sieg nach 90 Minuten gibt es vier Punkte; bei zu diesem Zeitpunkt unentschieden stehenden Spielen kommt es ohne weitere Verlängerung zu einem Elfmeterschießen, dessen Gewinner zwei und dessen Verlierer noch einen Punkt erhält. Nach Abschluss der Vorrunde bestreiten die beiden Gruppensieger das Endspiel, die beiden Gruppenzweiten spielen um den dritten Platz. In diesen Platzierungsspielen kommt es zu einer Verlängerung und ggf. einem Elfmeterschießen, wenn bis dahin noch kein Sieger ermittelt ist.

## Die einzelnen Austragungen

### 2008
Für die Wettbewerbspremiere meldeten sieben dieser Verbände; es fehlten Saint-Martin, Wallis und Futuna sowie Saint Pierre und Miquelon. Das Turnier fand vom 24. September bis zum 4. Oktober 2008 statt. Nach den Gruppenspielen ergaben sich folgende Abschlusstabellen:
| Gruppe 1 |               |    |   |         |   |         |                 |       |
| Pl.      | Mannschaft    | Sp | G | G i. E. | V | V i. E. | Torver- hältnis | Pkte. |
| 1.       | Martinique    | 3  | 2 | 1       | 0 | 0       | 03:01           | 10    |
| 2.       | Guadeloupe    | 3  | 2 | 0       | 1 | 0       | 05:01           | 8     |
| 3.       | Neukaledonien | 3  | 1 | 0       | 1 | 1       | 02:05           | 5     |
| 4.       | Tahiti        | 3  | 0 | 0       | 3 | 0       | 00:03           | 0     |

| Gruppe 2 |                  |    |   |         |   |         |                 |       |
| Pl.      | Mannschaft       | Sp | G | G i. E. | V | V i. E. | Torver- hältnis | Pkte. |
| 1.       | Réunion          | 2  | 2 | 0       | 0 | 0       | 08:01           | 8     |
| 2.       | Französ. Guayana | 2  | 1 | 0       | 1 | 0       | 04:04           | 4     |
| 3.       | Mayotte          | 2  | 0 | 0       | 2 | 0       | 03:10           | 0     |

Im Endspiel besiegte Réunion Martinique im Stade Dominique-Duvauchelle von Créteil mit 1:0; Dritter wurde Guadeloupe durch einen 4:0-Erfolg gegen Guayana. Auch um Platz 5 wurde 2008 ein Spiel ausgetragen, in dem sich Neukaledonien mit 3:2 gegen Mayotte behauptete. Diese beiden Platzierungsspiele fanden in La Courneuve statt. Erfolgreichster Torschütze war Mamoudou Diallo (Réunion) mit 4 Treffern.

### 2010
Vom 22. September bis 2. Oktober 2010 kämpften diesmal acht Teilnehmer um die Siegestrophäe; erstmals nahm auch die Mannschaft aus Saint Pierre und Miquelon teil. Allerdings musste der Neuling in seinen drei Gruppenspielen 28 Gegentreffer hinnehmen.
| Gruppe A |                       |    |   |         |   |         |                 |       |
| Pl.      | Mannschaft            | Sp | G | G i. E. | V | V i. E. | Torver- hältnis | Pkte. |
| 1.       | Réunion               | 3  | 3 | 0       | 0 | 0       | 14:01           | 12    |
| 2.       | Mayotte               | 3  | 1 | 1       | 1 | 0       | 13:04           | 6     |
| 3.       | Französ. Guayana      | 3  | 1 | 0       | 1 | 1       | 09:03           | 5     |
| 4.       | Saint Pierre-Miquelon | 3  | 0 | 0       | 3 | 0       | 00:28           | 0     |

| Gruppe B |               |    |   |         |   |         |                 |       |
| Pl.      | Mannschaft    | Sp | G | G i. E. | V | V i. E. | Torver- hältnis | Pkte. |
| 1.       | Martinique    | 3  | 2 | 0       | 1 | 0       | 08:03           | 8     |
| 2.       | Guadeloupe    | 3  | 1 | 0       | 0 | 2       | 04:02           | 6     |
| 3.       | Tahiti        | 3  | 0 | 2       | 1 | 0       | 03:06           | 4     |
| 4.       | Neukaledonien | 3  | 0 | 1       | 1 | 1       | 02:06           | 3     |

Réunion und Martinique erreichten, wie 2008, erneut das Finale in Créteil. Diesmal gewann Martinique, das, nachdem es am Ende der Verlängerung torlos unentschieden stand, im Elfmeterschießen mit 5:3 die Oberhand behielt. Im Spiel um den dritten Platz setzte sich Guadeloupe gegen Mayotte im Stade Bauer von Saint-Ouen mit 4:0 durch. Erfolgreichste Torschützen waren Ludovic Gotin (Guadeloupe), Patrick Percin (Martinique) und El Habib N’Daka (Mayotte) mit je 4 Treffern.

### 2012
Die dritte Austragung fand vom 22. bis 29. September 2012 mit acht Teilnehmern statt. Die Gruppenauslosung erfolgte am 20. April des Jahres; dabei wurden die Finalisten von 2010 als Gruppenköpfe gesetzt. Die Finalspiele wurden als Doppelveranstaltung im Stade Michel-Hidalgo von Saint-Gratien ausgetragen. Auch um die Ränge fünf und sieben gab es in diesem Jahr Platzierungsspiele.
| Gruppe A |                       |    |   |         |   |         |                 |       |
| Pl.      | Mannschaft            | Sp | G | G i. E. | V | V i. E. | Torver- hältnis | Pkte. |
| 1        | Réunion               | 3  | 3 | 0       | 0 | 0       | 14:01           | 12    |
| 2        | Guadeloupe            | 3  | 2 | 0       | 1 | 0       | 18:04           | 8     |
| 3        | Französ. Guayana      | 3  | 1 | 0       | 2 | 0       | 13:07           | 4     |
| 4        | Saint Pierre-Miquelon | 3  | 0 | 0       | 3 | 0       | 01:34           | 0     |

| Gruppe B |               |    |   |         |   |         |                 |       |
| Pl.      | Mannschaft    | Sp | G | G i. E. | V | V i. E. | Torver- hältnis | Pkte. |
| 1        | Martinique    | 3  | 2 | 0       | 1 | 0       | 07:03           | 8     |
| 2        | Mayotte       | 3  | 2 | 0       | 1 | 0       | 05:04           | 8     |
| 3        | Tahiti        | 3  | 2 | 0       | 1 | 0       | 05:05           | 8     |
| 4        | Neukaledonien | 3  | 0 | 0       | 3 | 0       | 00:05           | 0     |

Auch bei der dritten Austragung kam es zum Endspiel zwischen Réunion und Martinique, dessen Gruppensieg diesmal allerdings lediglich der besten Tordifferenz gleich dreier punktgleicher Mannschaften zu verdanken war. Réunion gewann den Pokal erst nach langem Elfmeterschießen (10:9), nachdem das Spiel 2:2 ausgegangen war. In der Partie um Rang drei besiegte Guadeloupe Mayotte mit 1:0. Um den fünften Platz setzte sich Französisch-Guayana mit 2:1 durch, um den siebten Neukaledonien mit 16:1.

## Teilnehmer und Platzierungen
„V“ = nach der Vorrunde ausgeschieden, kein Platzierungsspiel; „–“ = nicht teilgenommen
| Auswahl                         | 2008 | 2010 | 2012 |
| ------------------------------- | ---- | ---- | ---- |
| Französisch-Guayana (Guyane)    | 4.   | V    | 5.   |
| Guadeloupe                      | 3.   | 3.   | 3.   |
| Martinique                      | 2.   | 1.   | 2.   |
| Mayotte                         | 6.   | 4.   | 4.   |
| Neukaledonien (Nelle Calédonie) | 5.   | V    | 7.   |
| Réunion                         | 1.   | 2.   | 1.   |
| Saint-Martin                    | –    | –    | –    |
| Saint Pierre und Miquelon       | –    | V    | 8.   |
| Tahiti (Polynésie)              | V    | V    | 6.   |
| Wallis und Futuna               | –    | –    | –    |